# Zeravschania minjanensis
Zeravschania minjanensis är en flockblommig växtart som först beskrevs av Karl Heinz Rechinger, och fick sitt nu gällande namn av Karl Heinz Rechinger. Zeravschania minjanensis ingår i släktet Zeravschania och familjen flockblommiga växter. Inga underarter finns listade i Catalogue of Life.